# 21 رجب
- السبت
- الأحد
- الاثنين
- الثلاثاء
- الأربعاء
- الخميس
- الجمعة

- 2728 ديسمبر 2024
- 2829 ديسمبر 2024
- 2930 ديسمبر 2024
- 3031 ديسمبر 2024
- 11 يناير 2025
- 22 يناير 2025
- 33 يناير 2025
- 44 يناير 2025
- 55 يناير 2025
- 66 يناير 2025
- 77 يناير 2025
- 88 يناير 2025
- 99 يناير 2025
- 1010 يناير 2025
- 1111 يناير 2025
- 1212 يناير 2025
- 1313 يناير 2025
- 1414 يناير 2025
- 1515 يناير 2025
- 1616 يناير 2025
- 1717 يناير 2025
- 1818 يناير 2025
- 1919 يناير 2025
- 2020 يناير 2025
- 2121 يناير 2025
- 2222 يناير 2025
- 2323 يناير 2025
- 2424 يناير 2025
- 2525 يناير 2025
- 2626 يناير 2025
- 2727 يناير 2025
- 2828 يناير 2025
- 2929 يناير 2025
- 3030 يناير 2025
- 131 يناير 2025

21 رجب أو 21 رجب الفرد أو 21 رجب المُرجَّب أو يوم 21 \ 7 (اليوم الحادي والعشرون من الشهر السابع) هو اليوم الثامن والتسعون بعد المائة (198) من أيَّام السنة (أو التاسع والتسعون بعد المائة لو كان شهر جمادى الآخرة مُتممًا لليوم الثلاثين أو المائتين لو أتم كلًا من صفر وربيع الآخر وجمادى الآخرة ثلاثين يومًا) وفق التقويم الهجري القمري (العربي). يبقى بعده 156 أو 157 يومًا لانتهاء السنة.

## أحداث
- 1273هـ - تأسيس وزارة المعارف في الدولة العثمانية ضمن تشكيل الوزارة، وكان أشهر من تولى هذه الوزارة أو النظارة هو «أحمد كمال باشا» لمدة 12 عامًا، وكانت تتبعها الجامعة والمدارس العليا والمتاحف والمكتبات العامة.
- 1356هـ - اغتيال الحاكم البريطاني لقضاء الجليل في فلسطين «ي. آندروز» على أيدي مجموعة من أنصار عز الدين القسام.
- 1367هـ - إعلان الهدنة الأولى في حرب فلسطين.
- 1375هـ - صدور قانون الانتخاب المصري والذي منحت فيه المرأة حق الانتخاب لأول مرة.
- 1380هـ - عقد استفتاء في فرنسا والجزائر حول حق تقرير المصير في الجزائر.
- 1390هـ - الرؤساء العرب يتوافدون على القاهرة لعقد قمه طارئه حول الحرب الأهلية الأردنية الفلسطينية والتي عرفت باسم أيلول الأسود.
- 1391هـ - انضمام البحرين وقطر إلى جامعة الدول العربية.
- 1407هـ - الجيش التشادي يعيد سيطرته على منطقة «وادي دوم» بعد انتصاره على الليبيين أثناء الحرب الليبية التشادية التي نشبت قبل 14 سنة حول إقليم «أوزو» المتنازَع عليه بين البلدين.
- 1436هـ - محكمة مصرية تصدر حكم بالسجن المشدد 3 سنوات ضد الرئيس المصري المخلوع حسني مبارك ونجليه في قضية قصور الرئاسة.
- 1439هـ - مقتل 70 شخصًا على الأقل وإصابة نحو 500 آخرين في هجومٍ كيماويّ في بلدة دوما بسوريا.
- 1445 هـ -
  - إبراهيم إسماعيل يؤدي اليمين الدستورية ليُصبح الحاكم السابع عشر لماليزيا.
  - القوات الجوية الأمريكية تبدأ بشن غارات جوية على أهداف لجماعات مسلحة تتبع حركة المقاومة الإسلامية المدعومة من إيران في كل من العراق وسوريا، ردًّا على هجمات الأخيرة على القواعد الأمريكية في الدولتين.
- 1446هـ - وفاة 79 شخصًا جراء حريق في فندق بمنتجع قرتال قايا للتزلج في ولاية بولي التركية.

## مواليد
- 47هـ - سكينة بنت الحسين، ابنة الحسين بن علي.
- 1307هـ - محمد إدريس السنوسي، ملك المملكة الليبية.
- 1313هـ - زكريا أحمد، موسيقي مصري.
- 1330هـ - سميرة خلوصي، ممثلة مصرية.
- 1356هـ - مهدي كروبي، سياسي إيراني.
- 1369هـ - عبد الهادي صباغ، ممثل سوري.
- 1370هـ - رأفت عدس، رسام تشكيلي مصري.
- 1373هـ - محمد ثروت، مغني وممثل مصري.
- 1387 هـ - هدى الدغفق، شاعرة وصحفية سعودية.
- 1393هـ - رزان مغربي، إعلامية لبنانية.
- 1402هـ - ليال عبود، مغنية لبنانية.
- 1403هـ - ميريام فارس، مغنية لبنانية.
- 1405هـ - فهد الحوسني، فنان ومهندس إماراتي.
- 1407هـ - هنادي الكندري، مذيعة وممثلة كويتية.
- 1411هـ - مروة راتب، ممثلة سورية تعيش في الإمارات.

## وفيات
- 778هـ - محمد بن سعيد الرعيني، فقيه ومحدث ومفسر وأديب مغربي.
- 1133هـ - باسيليوس جبير، بطريرك عراقي.
- 1360هـ - طلعت حرب، اقتصادي مصري.
- 1367هـ - أحمد الكاشف، شاعر مصري.
- 1402هـ - خالد بن عبد العزيز آل سعود، رابع ملوك السعودية.
- 1430هـ -
  - أمين الحافظ، رئيس وزراء لبنان.
  - عبد الله بن جبرين، عالم مسلم سعودي.
- 1431هـ - رباب، مغنية عراقية.
- 1434هـ - محمد ضياء الدين الصابوني، لغوي وشاعر ومدرس سوري سعودي.
- 1435هـ - أبو القاسم صفدري، شاعر وصحفي إيراني.

## وصلات خارجية
- موقع قصة الإسلام: حدث في شهر رجب.